# Ethelmary Oakland
Ethelmary Oakland (Indianapolis, 30 luglio 1909 – Benicia, 2 dicembre 1999) è stata un'attrice statunitense, attiva come attrice bambina nel teatro e nel cinema muto americano dal 1915 al 1919 (tra i 6 e gli 10 anni d'età).

## Biografia
Nata nel 1909, Ethelmary Oakland entra nel 1915 nel gruppo degli attori bambini della Thanhouser Film Corporation. La bambina ha frequentato una scuola teatrale e ha già notevole esperienza sul palcoscenico. Le vengono così da subito affidate parti di rilievo. 
Tra un film e l'altro la piccola attrice prese parte anche a diversi spettacoli teatrali e anche interpreta la parte del bambino in una celebre produzione newyorchese della Madama Butterfly con il soprano Tamaki Miura e la danzatrice Anna Pavlovna Pavlova.
Con la chiusura della compagnia nel 1917 cessa la carriera cinematografica di Ethelmary Oakland, ma non la sua esperienza di attrice bambina che prosegue in teatro, con la partecipazione a due produzioni a Broadway tra il 1917 e il 1919.
Lasciato il mondo dello spettacolo, Ethelmary Oakland si laurea in sociologia presso la Saint Bonaventure University e consegue un master in scienze bibliotecarie presso la Columbia University. Lavorerà quindi come bibliotecaria alla Saint Bonaventure University.
Muore a Benicia in California nel 1999, all'età di 90 anni. È sepolta nel cimitero di San Bonaventura a Allegany (New York).

## Riconoscimenti
- Young Hollywood Hall of Fame (1908-1919)

## Filmografia
- Always in the Way, regia di J. Searle Dawley (1915)
- Hearts of Men, regia di Perry N. Vekroff (1915)
- John Brewster's Wife (1916) - cortometraggio
- The Shine Girl, regia di William Parke (1916)
- The World and the Woman, regia di Frank Lloyd e Eugene Moore (1916)
- Divorce and the Daughter, regia di Frederick Sullivan (1916)
- The Dummy, regia di Francis J. Grandon (1917)

## Teatro (Broadway)
- Eyes of Youth (1917-18)
- Oh, What A Girl! (1919)